# بنژامن روندو
بنژامن روندو (فرانسوی: Benjamin Rondeau‎؛ زادهٔ ۱ اکتبر ۱۹۸۳) قایقران روئینگ اهل فرانسه است.